# Forge de Pissos
L'ancienne forge de Pissos, dont il ne reste de nos jours plus aucun vestige, témoigne de l'activité sidérurgique dans les Landes pendant la révolution industrielle.

## Présentation
En 1818, Dominique Larreillet (1771-1857), entreprenant maître de forges d'Ychoux, reçoit l'autorisation d'établir un nouveau site de production sidérurgique sur le ruisseau Mordouat, affluent de la Grande Leyre, à deux kilomètres environ au sud du bourg de Pissos. La commune bénéficie en effet de la présence de minerai de fer sous forme de garluche dans les quartiers de Daunague et Escoursolles, de même que la commune voisine de Commensacq (quartier Cantegrit). Les principaux débouchés sont les arsenaux, en recherche à cette époque de métal pour la fabrication de boulets de canon, et le chemin de fer alors en pleine expansion.
Un petit étang est aménagé afin de constituer une réserve d'eau capable de produire une force hydraulique suffisante pour actionner soufflets et martinets des forges. L'aval du ruisseau Mordouat a, dans cet objectif, été artificialisé sur quelques centaines de mètres. Des maisons d’ouvriers sont édifiées et des chemins charretiers (carrejas ou carrèiras en gascon) aménagés. C'est le cas de celui qui mène à Liposthey et Ychoux, afin de faciliter l'acheminement des matières premières et des produits finis.

Dans une nouvelle écrite en 1836, Jean-Laurent Dugan témoigne de l'activité métallurgique à Pissos dans une nouvelle qu'il écrit à la suite d'une visite d'inspection des forges landaises pour surveiller la fabrication d'obus : 

« Les huit premiers jours que je passais à Pissos furent pour moi d'un ennui mortel : ma seule distraction était d'aller à la forge où l'on faisait nos bombes et d'assister au coulage de la fonte. C'est un curieux spectacle, la nuit, de voir les fondeurs armés de longues barres de fer attaquer dans l'ombre le haut fourneau : tout à coup, la vive lumière sort du creuset et se répand dans la salle ; au moment où les fondeurs brassent la fonte avec leurs longues lames, elle jette une clarté si éblouissante qu'on ne peut pas la regarder ; les diverses poses de ces hommes se dessinent alors avec d'admirables effets de lumière. »

Les statistiques industrielles de 1851 montrent que les forges de Pissos emploient 28 hommes et 25 femmes, soit 53 personnes. L'activité des forges de Pissos se maintient jusqu'au milieu des années 1880, avant que n'émerge la concurrence locale des fonderies des Forges de l'Adour à Tarnos et Boucau et de la métallurgie de Lorraine à l'échelle nationale. L'entrée en scène de ces nouveaux acteurs sera fatale à la petite forge rurale de Pissos, dont la trop courte durée de vie et le nombre modeste d'emplois créés n'aura pas suffi à installer durablement une culture ouvrière dans la commune.